# Światła drogowe

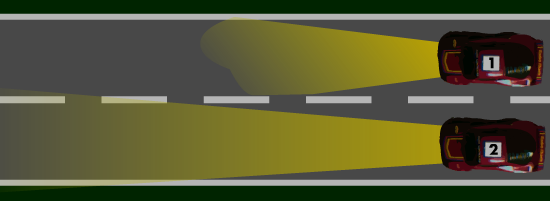
Światła mijania (na górze, samochód nr 1 przystosowany do ruchu prawostronnego) i drogowe (na dole, samochód nr 2)

Światła drogowe (zwane także potocznie szosowymi albo długimi) – typ oświetlenia samochodowego przeznaczony do oświetlania drogi przed pojazdem. W odróżnieniu od świateł mijania, światła drogowe są symetryczne, tzn. wytworzony przez nie snop światła jest symetryczny względem samochodu, oświetlając jednakowo lewą i prawą stronę.

Symbol świateł drogowych

Symbol dodatkowych świateł drogowych

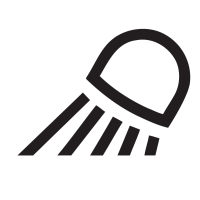
Symbol dodatkowych świateł dalekosiężnych (roboczych)

Używanie świateł drogowych jest dozwolone wyłącznie w czasie od zmierzchu do świtu na nieoświetlonych drogach, tylko wówczas, kiedy nie spowoduje to oślepiania innych kierujących lub kolumn pieszych. Kierujący mający włączone światła drogowe jest obowiązany przełączyć je na światła mijania w razie zbliżania się:
- pojazdu nadjeżdżającego z przeciwka, przy czym jeżeli jeden z kierujących wyłączył światła drogowe, drugi jest obowiązany uczynić to samo
- do pojazdu poprzedzającego, jeżeli kierujący może być oślepiony
- pojazdu szynowego lub komunikacji wodnej, jeżeli poruszają się w takiej odległości, że istnieje możliwość oślepienia kierujących tymi pojazdami.

Światła drogowe mogą być używane do dawania sygnałów świetlnych informujących o niebezpieczeństwie, jeśli nie powoduje to zagrożenia oślepienia innych uczestników ruchu. Jednocześnie zabronione jest nadużywanie sygnałów świetlnych i dźwiękowych.
Współcześnie coraz rzadziej wykorzystywane są próżniowe żarówki samochodowe przeznaczone do świateł drogowych pobierające 45 watów mocy każda i wytwarzające strumień świetlny o natężeniu co najmniej 700 lumenów; częściej stosowane są żarówki gazowane, np. halogenowe, mające standardowo od 50 do 65 W i zapewniające strumień świetlny od 1000 (H4 mijania) do 2100 (H9) lumenów. Samochodowy reflektor ksenonowy, mający wyższą sprawność energetyczną od żarówek halogenowych, wytwarza strumień około 3200 lumenów, pobierając tylko 35 W i mniej się od nich nagrzewając.